# Copa de la Liga 1985
Die Copa de la Liga 1985 war die dritte von vier Austragungen des spanischen Fußballligapokals Copa de la Liga. Der Wettbewerb begann am 10. April und endete am 15. Juni 1985. Teilnehmer waren neben den 18 Erstligisten der Saison 1984/85 auch die Vorjahressieger der unterklassigen Austragungen der Copa de la Liga: CD Castellón aus der Segunda División, Gimnàstic de Tarragona und CD Antequerano aus der Segunda División B sowie CD Tudelano aus der viertklassigen Tercera División. Den Titel gewann Real Madrid. Damit qualifizierte sich der Verein für den UEFA-Pokal 1985/86.

## Erste Runde
Die Hinspiele wurden am 10. und 11. April, die Rückspiele am 17., 18. und 24. April 1985 ausgetragen.
|                 | Gesamt |                        | Hinspiel | Rückspiel |
| --------------- | ------ | ---------------------- | -------- | --------- |
| FC Elche        | 2:5    | CD Castellón           | 2:2      | 0:3       |
| CD Tudelano     | 1:5    | Espanyol Barcelona     | 0:4      | 1:1       |
| Real Valladolid | 12:40  | CD Antequerano         | 8:0      | 4:4       |
| FC Sevilla      | 3:0    | Gimnàstic de Tarragona | 2:0      | 1:0       |
| Real Murcia     | 9:1    | Hércules Alicante      | 7:0      | 2:1       |
| FC Valencia     | 3:2    | Racing Santander       | 1:2      | 2:0       |
| CD Málaga       | 3:2    | CA Osasuna             | 1:0      | 2:2       |

- Real Madrid, der FC Barcelona, Atlético Madrid, Sporting Gijón, Real Saragossa, Athletic Bilbao, Real Sociedad und Betis Sevilla erhielten ein Freilos.

## Zweite Runde
Die Hinspiele wurden am 1., 4. und 5. Mai, die Rückspiele am 7. und 9. Mai 1985 ausgetragen.
|                 | Gesamt |                    | Hinspiel | Rückspiel |
| --------------- | ------ | ------------------ | -------- | --------- |
| CD Castellón    | 2:4    | Espanyol Barcelona | 1:3      | 1:1       |
| FC Barcelona    | 4:2    | Real Sociedad      | 2:0      | 2:2       |
| Athletic Bilbao | 4:2    | CD Málaga          | 3:2      | 1:0       |
| Sporting Gijón  | 3:1    | FC Sevilla         | 1:1      | 2:0       |
| Atlético Madrid | 9:0    | Real Murcia        | 4:0      | 5:0       |
| Real Valladolid | 3:4    | Real Saragossa     | 2:3      | 1:1       |
| Betis Sevilla   | 4:1    | FC Valencia        | 4:0      | 0:1       |

- Real Madrid erhielt ein Freilos.

## Viertelfinale
Die Hinspiele wurden am 11. und 12. Mai, die Rückspiele am 18. und 19. Mai 1985 ausgetragen.
|                    | Gesamt        |                    | Hinspiel | Rückspiel |
| ------------------ | ------------- | ------------------ | -------- | --------- |
| Atlético Madrid    | 4:3           | Betis Sevilla      | 3:1      | 1:2       |
| Espanyol Barcelona | 4:1           | Espanyol Barcelona | 3:0      | 1:1       |
| Sporting Gijón     | 3:2           | Real Saragossa     | 2:0      | 1:2       |
| FC Barcelona       | 3:3 (1:4 i.E) | Real Madrid        | 2:2      | 1:1 n. V. |

## Halbfinale
Die Hinspiele wurden am 30. Mai, die Rückspiele am 2. Juni 1985 ausgetragen.
|                 | Gesamt |                    | Hinspiel | Rückspiel |
| --------------- | ------ | ------------------ | -------- | --------- |
| Atlético Madrid | 5:3    | Espanyol Barcelona | 5:1      | 0:2       |
| Sporting Gijón  | 3:4    | Real Madrid        | 3:1      | 0:3       |

## Finale

### Hinspiel
| Atlético Madrid                                   | Atlético Madrid | Real Madrid | Real Madrid |
| ------------------------------------------------- | --- | --- | ----------- |
| Atlético Madrid                                   | \| 5. Juni 1985 in Madrid (Estadio Vicente Calderón) \| \| Ergebnis: 3:2 (1:0) \| \| Zuschauer: 40.000 \| \| Schiedsrichter: Joaquín Urío Velázquez \|                                                                                       | \| 5. Juni 1985 in Madrid (Estadio Vicente Calderón) \| \| Ergebnis: 3:2 (1:0) \| \| Zuschauer: 40.000 \| \| Schiedsrichter: Joaquín Urío Velázquez \|                                                         | Real Madrid |
| Atlético Madrid                                   | Carlos Pereira – Mirko Votava, Balbino, Juan Carlos Arteche, Tomás – Roberto Marina (31. Ricardo Ortega Mínguez), Jesús Landáburu, Quique Ramos – Luis Mario Cabrera, Hugo Sánchez, Rubio (52. Miguel Ángel Ruiz) Cheftrainer: Luis Aragonés | José Ochotorena – Chendo, Manolo Sanchís, Uli Stielike, José Antonio Camacho – Isidoro San José (86. Juan José), Ricardo Gallego, Míchel – Francisco Pineda, Santillana, Isidro Díaz Cheftrainer: Luis Molowny | Real Madrid |
| Atlético Madrid                                   | 1:0 Rubio (10.) 2:1 Juan Carlos Arteche (57.) 3:1 Luis Mario Cabrera (58.) | 1:1 Francisco Pineda (50.) 3:2 Santillana (83.) | Real Madrid |
| Atlético Madrid                                   | Balbino, Juan Carlos Arteche | José Ochotorena | Real Madrid |
| Atlético Madrid                                   | Balbino | | Real Madrid |
| 5. Juni 1985 in Madrid (Estadio Vicente Calderón) | | |             |
| Ergebnis: 3:2 (1:0)                               | | |             |
| Zuschauer: 40.000                                 | | |             |
| Schiedsrichter: Joaquín Urío Velázquez            | | |             |

### Rückspiel
| Real Madrid                                         | Real Madrid | Atlético Madrid | Atlético Madrid |
| --------------------------------------------------- | --- | --- | --------------- |
| Real Madrid                                         | \| 15. Juni 1985 in Madrid (Estadio Santiago Bernabéu) \| \| Ergebnis: 2:0 (1:0) \| \| Zuschauer: 65.000 \| \| Schiedsrichter: Felipe Crespo Aurré \|                                                                             | \| 15. Juni 1985 in Madrid (Estadio Santiago Bernabéu) \| \| Ergebnis: 2:0 (1:0) \| \| Zuschauer: 65.000 \| \| Schiedsrichter: Felipe Crespo Aurré \|                                                                              | Atlético Madrid |
| Real Madrid                                         | José Ochotorena – Chendo, Manolo Sanchís, Uli Stielike, José Antonio Camacho – Isidoro San José, Ricardo Gallego (60. Alfonso Fraile), Míchel – Santillana, Juanito, Francisco Pineda (80. Isidro Díaz) Cheftrainer: Luis Molowny | Carlos Pereira – Mirko Votava, Balbino (68. Miguel Ángel Ruiz), Juan Carlos Arteche, Tomás – Julio Prieto (59. Rubio), Roberto Marina, Jesús Landáburu, Quique Ramos – Hugo Sánchez, Luis Mario Cabrera Cheftrainer: Luis Aragonés | Atlético Madrid |
| Real Madrid                                         | 1:0 Uli Stielike (25.) 2:0 Míchel (62.) | | Atlético Madrid |
| Real Madrid                                         | Uli Stielike, Ricardo Gallego, Santillana | Mirko Votava, Juan Carlos Arteche, Rubio, Roberto Marina, Luis Mario Cabrera | Atlético Madrid |
| 15. Juni 1985 in Madrid (Estadio Santiago Bernabéu) | | |                 |
| Ergebnis: 2:0 (1:0)                                 | | |                 |
| Zuschauer: 65.000                                   | | |                 |
| Schiedsrichter: Felipe Crespo Aurré                 | | |                 |